# Agria albida
Agria albida är en tvåvingeart som först beskrevs av Macquart 1835.  Agria albida ingår i släktet Agria och familjen köttflugor.
Artens utbredningsområde är Frankrike. Inga underarter finns listade i Catalogue of Life.